# Nyelv (testrész)

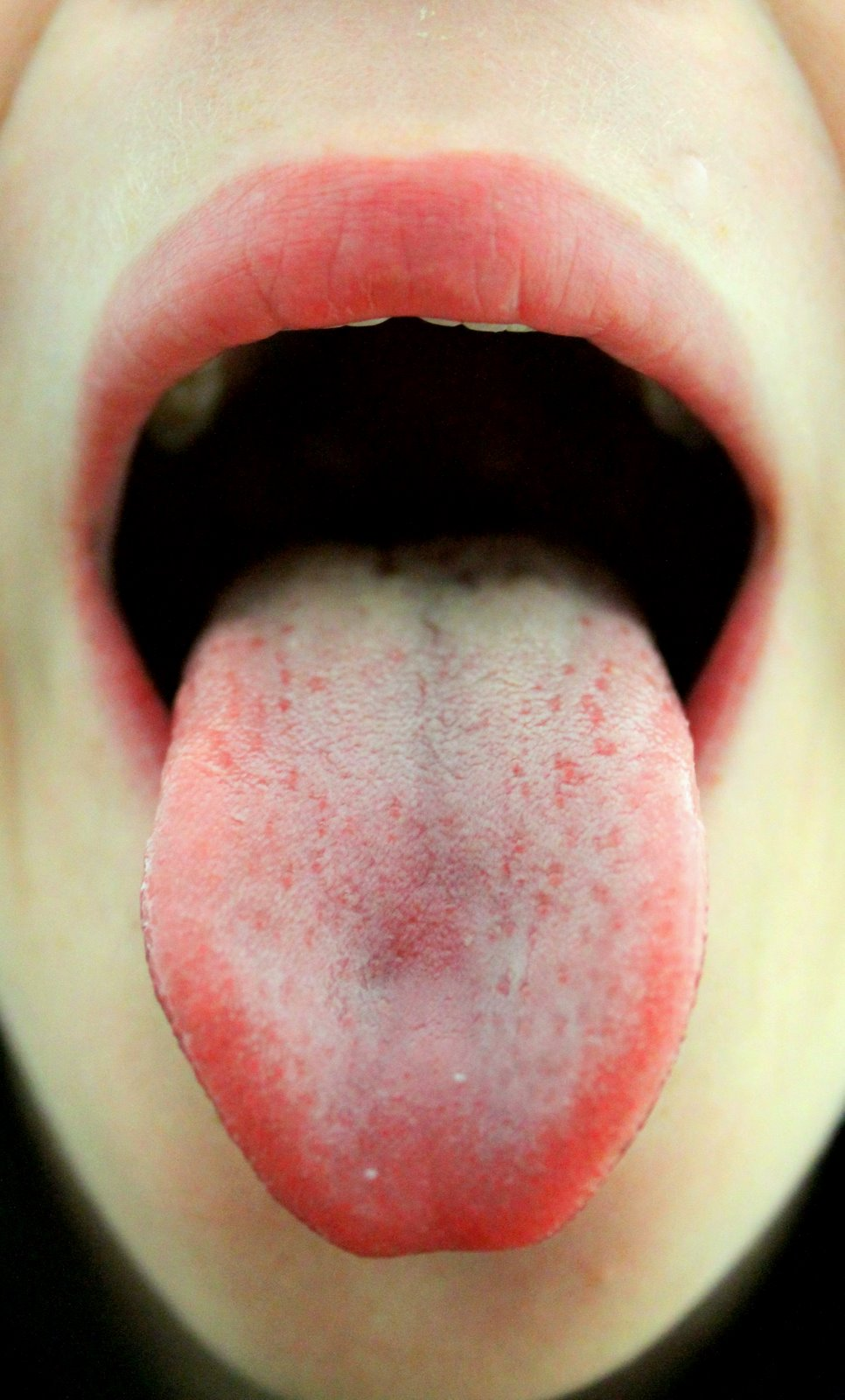
Az emberi nyelvhát elülső része. A magasabban látható fehéres elszíneződés arra utal, hogy a gyomor és az emésztőrendszer megfelelően működik.

A nyelv (latinul lingua, görögül (glossa)) a szájüregben (cavum oris) található jellegzetes alakú, nyálkahártyával borított, izmos képződmény. Meghatározó szerepe van a rágásban és falatképzésben, a beszédben, bizonyos arckifejezések létrehozásában. Az emberi nyelv két részből áll: az elülső részből (pars papillaris linguae), amely a külső csíralemezből (ectodermából) származik, valamint a hátsó részből (pars follicularis linguae), amely a belső csíralemezből (endodermából) származik. Ez utóbbit nevezzük nyelvmandulának is (tonsilla lingualis). Ennek sajátossága, hogy nyiroktüszőit az alatta, a nyelv állományába beágyazott nyálmirigyek tisztán nyákos (mucinosus) mirigyek kivezető csövei átöblítik. Ez megakadályozza a kórokozókat tartalmazó anyagok pangását, így ennek a mandulának a gyulladásai gyakorlatilag nem fordulnak elő. A két részt egy enyhén V-alakban széttérő határbarázda (sulcus terminalis) határolja.

## Tájékozódás a nyelven
A nyelven – az előbbi két fő részen túl – megkülönböztethető a nyelvcsúcs (apex linguae), a nyelvhát (dorsum linguae), nyelvszél (margo lateralis linguae) és az alsó felszín (facies inferior linguae).

## Nyelvizmok

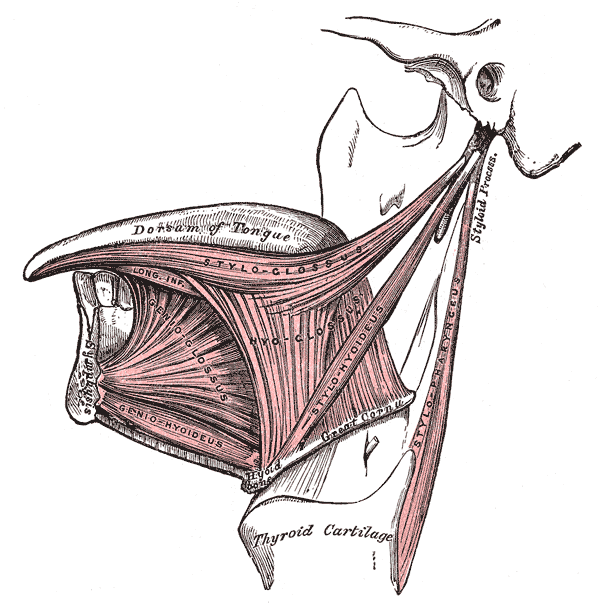
A nyelvizmok

Az ember nyelvének fő tömegét harántcsíkolt izomszövet alkotja, közöttük nagy mennyiségű kötőszövetben zsírszövet és nyálmirigyek helyezkednek el, sűrű ér- és ideghálózattal. Külső és belső izomzatának következtében a nyelv rendkívül mozgékony szerv. A kívülről besugárzó külső, és a nyelv kötőszövetes állományában eredő és tapadó izmok sajátos, a nyelvre nagyon jellemző, egymásra merőleges rostkötegekbe rendeződnek.

### Külső nyelvizmok
A nyelvkiöltő (protrusor) izom (m. genioglossus) az állkapocs állcsúcsi része belső felszínének közepén lévő páros csontos tövisekről ered (spina musculi genioglossi) és elölről legyezőszerűen a nyelvbe sugárzik, funkciója a nyelv előre és részben lefelé húzása és a nyelv kiöltése; nyelvet lehúzó (depressor) izom (m. hyoglossus), a nyelvcsont testéről nagy szarváról ered ( corpus et cornu majus ossis hyoidei) és belesugárzik a nyelvbe alulról, funkciója a nyelv lefelé húzása, ezzel a szájfenékhez (diaphragma oris) közelítése, valamint részben a nyelv hátra mozgatása; nyelvet hátrahúzó (retractor) izom (m. styloglossus), ez a halántékcsont stílusnyúlványáról ered (os temporale; processus styloideus) és hátulról, felülről a nyelvbe sugárzik, funkciója a nyelv hátrahúzása és emelése.

### Belső nyelvizmok
(Musculus továbbiakban m.) felső hosszanti izom (m. longitudinalis superior), alsó hosszanti izom (m. longitudinalis inferior), ezek közösen a nyelv hosszának rövidítéséért felelnek, a harántizom (m. transversalis linguae) a nyelv szélességéért, vastagságáért felel, függőleges (m. verticalis linguae), amely laposítja és szélesíti a nyelvet. A belső nyelvizmok is hozzájárulnak a nyelv rendkívüli mozgékonyságához, alakváltoztatásaihoz, és a nyelv állomány tömörségének meghatározásához.

## A nyelvhát
A nyelvhát elülső kétharmadában a nyálkahártya jellegzetes hámképződményeket, szemölcsöket (papilla) hordoz. Ezek nagy része mechanikai szerepű, mint a – nagy többségben lévő – fonalasnak (filiformis) mondott, de valójában inkább szabálytalan kúphoz hasonlító szemölcsök (ezek adják a nyelv felszínének bársonyos kinézetét), ezek között néhány gomba alakú (fungiformis) szemölcs is található. A mechanikus szerepű szemölcsök jelentősége az, hogy ezek által tud a nyelv a különböző konzisztenciájú táplálékokhoz tapadni, azokat rágáskor a fogsorok között tartani, majd falattá formálni és nyeléshez a torok-szoros irányába terelni. A nyelv kitámasztó szerepének szerepe van a fogsorok helyes alaki fejlődésének elősegítésében. Ezeken túlmenően a szájüreg és a fogak tisztán tartásában, a beszédben, bizonyos arckifejezések kialakításában. 

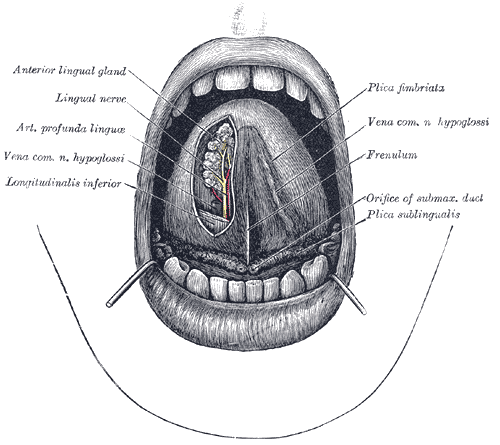
A nyelv alsó felszíne.

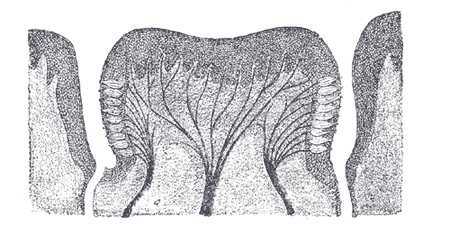
Körülárkolt szemölcs

A nyelv az ízérzés szerve is. Ebben meghatározó szerepet játszanak a határbarázda előtt sorban rendeződött, viszonylag nagy, körülárkolt szemölcsök (papilla circumvallata). Árkaik falának hámjában sok ízlelőbimbó (caliculi gustatorii) található. Az ízanyagok pangását kiküszöböli az, hogy az alattuk lévő, a nyelv állományába ágyazott (Ebner-féle) savós mirigyek kivezető csövei az árkokba nyílnak, így azokat váladékukkal átöblítik. A nyelv oldalsó szélének hátsó részén egyénileg változó mértékben kifejlett leveles szemölcsök (papilla foliata) is találhatók, amelyek hámja szintén sok ízlelőbimbót tartalmaz.
A régi elképzelés szerint a nyelvünk különböző részein más-más ízeket érzékelünk jobban, például az édeset a nyelv hegyén, a keserűt hátul, a sósat az oldalain, és a savanyút máshol. Ez az úgynevezett „ízlelő térkép” elmélete, amely évszázadokon át meghatározta, hogyan gondolkodunk az ízek és a nyelv kapcsolatáról. Azonban a modern tudományos kutatások azt mutatják, hogy ez a megközelítés téves. A valóságban az ízlelőbimbók, amelyek a nyelvünkön találhatók, képesek mind az öt alapízt érzékelni: édes, sós, savanyú, keserű és ezt a nyelv egész felületén egyenlő mértékben végezhetik.
Bár előfordulhatnak kisebb érzékenységi különbségek a nyelv különböző területein, a kutatások nem támasztják alá azt a gondolatot, hogy az ízek kizárólag specifikus területeken érzékelhetők. Fontos megjegyezni, hogy az ízélmény nem csupán a nyelvre korlátozódik: az agyunk is fontos szerepet játszik az íz feldolgozásában, és az illatok is jelentős mértékben hozzájárulnak ahhoz, hogyan érzékeljük az ízeket.

A következő képek a híres „ízlelő térkép” téves elképzelését ábrázolják, amelyet a modern tudományos kutatások már megcáfoltak:

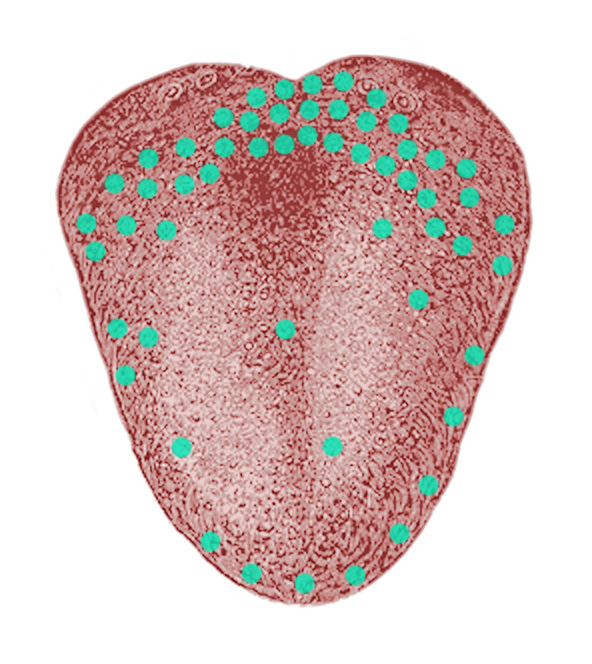
A keserű íz érzésének helye
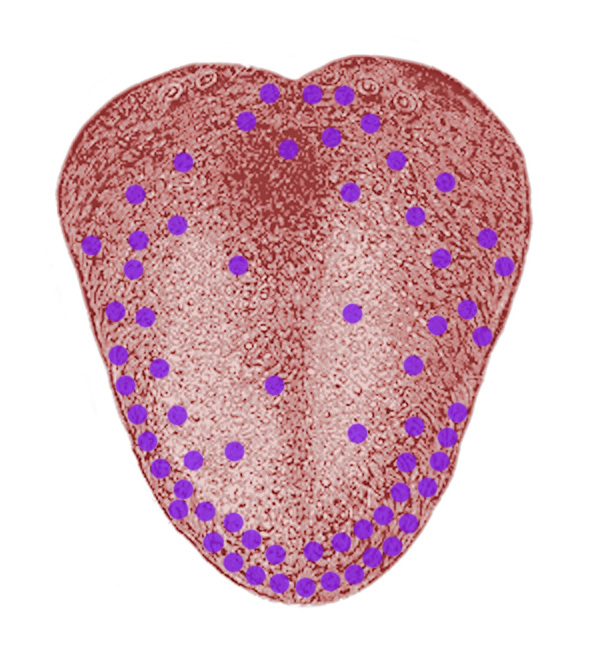
A sós íz érzésének helye
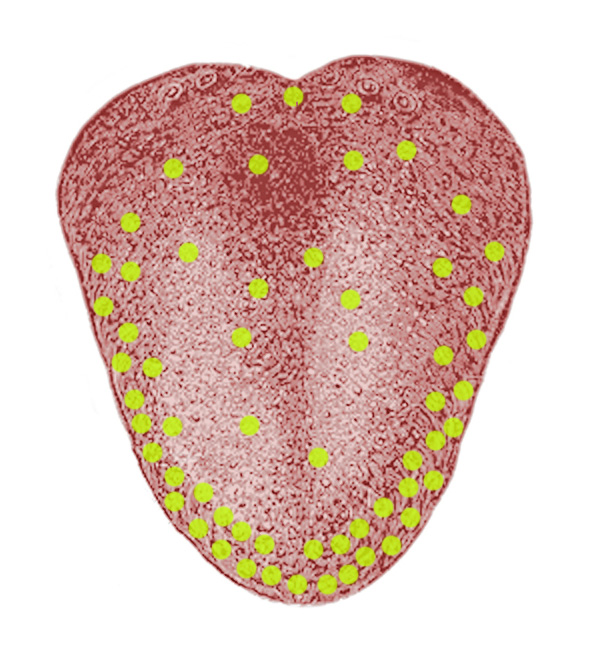
A savanyú íz érzésének helye
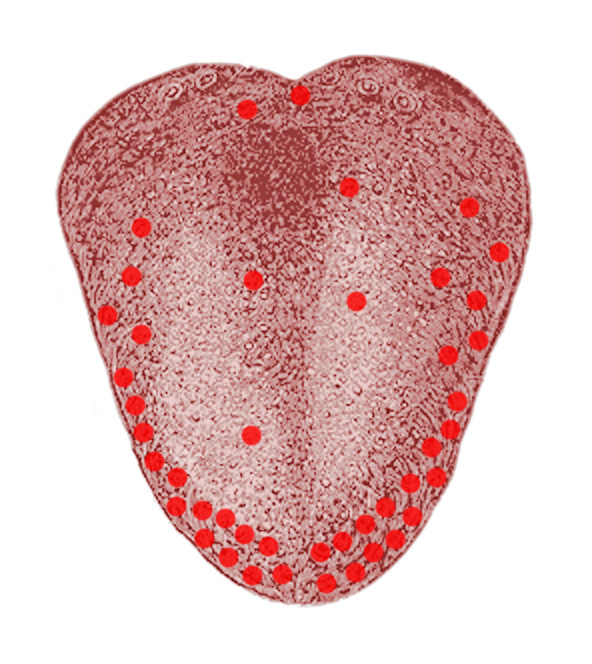
Az édes íz érzésének helye.

## A nyelvgyök
A nyelvgyökön lévő nyelvmandula a fentiekben tárgyalásra került. Itt azt kell még kiemelni, hogy a nyelvgyököt és a mögötte lévő gégefedőt (epiglottis) nyálkahártyaredők, egy középső és két oldalsó kötik össze. Ezek olyan vak nyálkahártyatasakokat (vallecula epiglottica) képeznek (a nyelvgyökkel és a gégefedővel), ahol előszeretettel akadnak el bizonyos táplálékrészek (pl. halszálka). Ez szúró érzést, köhögést és többnyire indokolatlanul nagy ijedtséget szokott okozni. Könnyen eltávolítható.

## A nyelv alsó felszíne
Ennek nyálkahártyája sima, szemölcsei nincsenek, lényegében a szájnyálkahártya szerkezetének felel meg. Alatta megfigyelhető egy fehéren áttűnő, szabálytalan szélű kötőszövetes nyálkahártyarész (plica fimbriata). Ennek közepétől egy nyálkahártyaredő húzódik a szájfenék nyálkahártyájához, a nyelvfék (frenulum linguae).

## Vérellátása
Artériás ellátása: nyelvartéria (arteria lingualis) a külső koponyaverőér (arteria carotis externa) egyik fontos ága; Vénás elvezetése: nyelvi visszér (vena lingualis) a vena retromandibularis ágrendszeréhez, a belső nyaki nagy visszérbe (vena jugularis interna) ömlik.

## Beidegzése
Mozgatóan a (nervus hypoglossus) [XII.] idegzi be. Általános érző beidegzését a háromosztatú ideg nyelvi ága (nervus lingualis) [V./3-ból] biztosítja az elülső 2/3-ban, míg a hátsó 1/3 általános érző idege a nyelv-garat ideg (nervus glossopharyngeus) [IX.] . Ízérző és mirigyeket beidegző rostjai az elülső kétharmadban az arcideg (nervus facialis, chorda tympani) [VII.], a hátsó harmadban a nyelv-garat ideg (nervus glossopharyngeus) [IX.] autonóm (vegetatív) részeiből származnak.

## Egyéb
- A rovarok nyelve a szájnyílás előtt elhelyezkedő szájszervek egyike. A reszelőnyelv a kagylók kivételével a puhatestűek szájüregének hátsó részében helyet foglaló speciális aprítókészülék.
- Az embereknek csak 85%-a képes a nyelvét csőszerűen meggörbíteni.[2]
- Az ujjlenyomathoz hasonlóan a nyelvlenyomat is egyedülálló.[3]